# 秋田県中学校一覧
| 総数                                        | 111校・1分校     |
| 国立                                        | 1校              |
| 公立                                        | 104校・1分校     |
| 私立                                        | 0校              |
| 教育委員会所在地                            | 〒010-8580       |
| 秋田県秋田市山王三丁目1-1 秋田県第二庁舎7階 |                  |
| 公式サイト                                  | 秋田県教育委員会 |

秋田県中学校一覧（あきたけんちゅうがっこういちらん）は、秋田県の中学校および義務教育学校（後期課程）の一覧。廃校となった中学校については、秋田県中学校の廃校一覧を参照。

## 国立中学校
- 秋田大学教育文化学部附属中学校

## 公立中学校・義務教育学校

### 秋田市

#### 県立
- 秋田県立秋田南高等学校中等部

#### 市立
- 秋田市立御所野学院中学校
- 秋田市立秋田北中学校
- 秋田市立秋田南中学校
- 秋田市立秋田東中学校
- 秋田市立秋田西中学校
- 秋田市立城東中学校
- 秋田市立将軍野中学校
- 秋田市立土崎中学校
- 秋田市立飯島中学校
- 秋田市立外旭川中学校
- 秋田市立御野場中学校
- 秋田市立桜中学校
- 秋田市立山王中学校
- 秋田市立城南中学校
- 秋田市立勝平中学校
  - 秋田市立勝平中学校千秋分校
- 秋田市立泉中学校
- 秋田市立雄和中学校
- 秋田市立河辺中学校
- 秋田市立岩見三内小学校中学校

### 能代市
- 能代市立能代第一中学校
- 能代市立能代第二中学校
- 能代市立能代東中学校
- 能代市立東雲中学校
- 能代市立能代南中学校
- 能代市立二ツ井中学校

### 横手市

#### 県立
- 秋田県立横手清陵学院中学校

#### 市立
- 横手市立横手南中学校
- 横手市立横手北中学校
- 横手市立増田中学校
- 横手市立平鹿中学校
- 横手市立横手明峰中学校
- 横手市立十文字中学校

### 大館市

#### 県立
- 秋田県立大館国際情報学院中学校

#### 市立
- 大館市立第一中学校
- 大館市立北陽中学校
- 大館市立下川沿中学校
- 大館市立南中学校
- 大館市立成章中学校
- 大館市立東中学校
- 大館市立比内中学校
- 大館市立田代中学校

### 男鹿市
- 男鹿市立男鹿南中学校
- 男鹿市立男鹿東中学校

### 湯沢市
- 湯沢市立湯沢北中学校
- 湯沢市立山田中学校
- 湯沢市立湯沢南中学校
- 湯沢市立稲川中学校
- 湯沢市立雄勝中学校
- 湯沢市立皆瀬中学校

### 鹿角市
- 鹿角市立十和田中学校
- 鹿角市立花輪中学校
- 鹿角市立尾去沢中学校
- 鹿角市立八幡平中学校

### 由利本荘市
- 由利本荘市立本荘南中学校
- 由利本荘市立本荘北中学校
- 由利本荘市立本荘東中学校
- 由利本荘市立矢島中学校
- 由利本荘市立岩城中学校
- 由利本荘市立由利中学校
- 由利本荘市立大内中学校
- 由利本荘市立東由利中学校
- 由利本荘市立西目中学校
- 由利本荘市立鳥海中学校

### 潟上市
- 潟上市立天王中学校
- 潟上市立天王南中学校
- 潟上市立羽城中学校

### 大仙市
- 大仙市立大曲中学校
- 大仙市立大曲西中学校
- 大仙市立大曲南中学校
- 大仙市立平和中学校
- 大仙市立西仙北中学校
- 大仙市立中仙中学校
- 大仙市立協和中学校
- 大仙市立太田中学校
- 大仙市立南外中学校
- 大仙市立仙北中学校

### 北秋田市
- 北秋田市立鷹巣中学校
- 北秋田市立森吉中学校
- 北秋田市立合川中学校
- 北秋田市立義務教育学校阿仁学園

### にかほ市
- にかほ市立仁賀保中学校
- にかほ市立金浦中学校
- にかほ市立象潟中学校

### 仙北市
- 仙北市立角館中学校
- 仙北市立神代中学校
- 仙北市立生保内中学校
- 仙北市立西明寺中学校
- 仙北市立桧木内中学校

### 鹿角郡
- 小坂町立小坂中学校

### 北秋田郡
- 上小阿仁村立上小阿仁小中学校

### 山本郡
- 藤里町立義務教育学校藤里学園
- 三種町立琴丘中学校
- 三種町立山本中学校
- 三種町立八竜中学校
- 八峰町立八峰中学校

### 南秋田郡
- 五城目町立五城目第一中学校
- 八郎潟町立八郎潟中学校
- 井川町立井川義務教育学校
- 大潟村立大潟中学校

### 仙北郡
- 美郷町立美郷中学校

### 雄勝郡
- 羽後町立羽後中学校
- 東成瀬村立東成瀬中学校